# Paseo de la Reforma

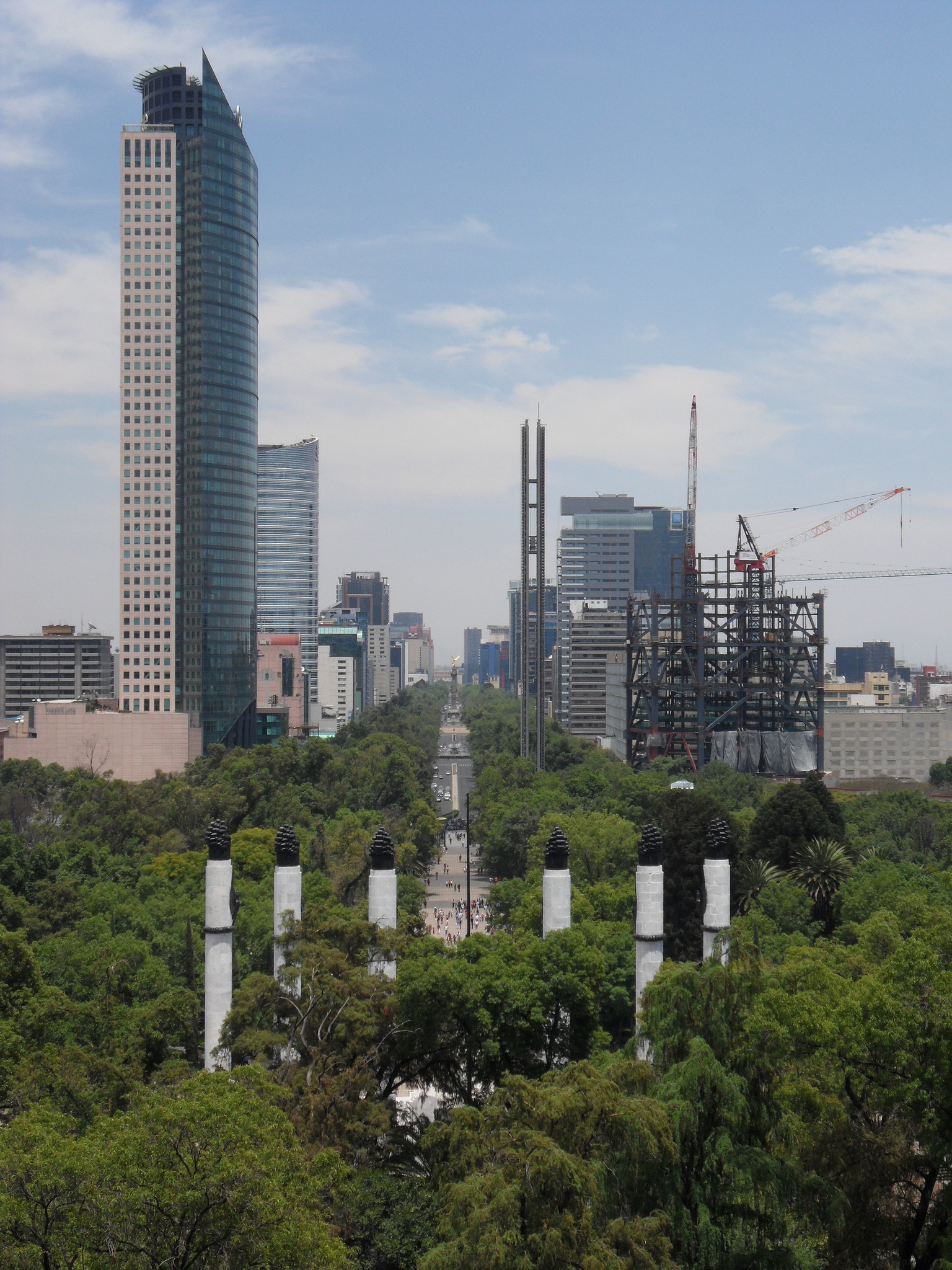
Blick auf Paseo de la Reforma vom Bosque de Chapultepec.

Der Paseo de la Reforma ist eine Straße in Mexiko-Stadt und die Hauptverkehrsader der Metropole in östlich-westlicher Richtung. Auf ihrer Strecke befinden sich zahlreiche Rondells mit Denkmälern berühmter Persönlichkeiten, die häufig eng mit der Geschichte des Landes verbunden sind. Ferner befinden sich an der Straße sowie in ihrer unmittelbaren Umgebung zahlreiche Banken und Büros, Botschaften sowie Hotels und Restaurants der gehobenen Klasse. Die Straße ist etwa 15 Kilometer lang und 60 Meter breit. Der bedeutendste Teil der Straße ist ihr mittlerer Abschnitt. Hier sind die meisten Banken und Büros ebenso angesiedelt wie die Bolsa de Valores, die Börse von Mexiko-Stadt. Mit den Wolkenkratzern Torre Reforma, Torre BBVA Bancomer und Torre Mayor stehen die zweit- bis vierthöchsten Gebäude Mexikos an der Paseo de la Reforma.

## Geschichte

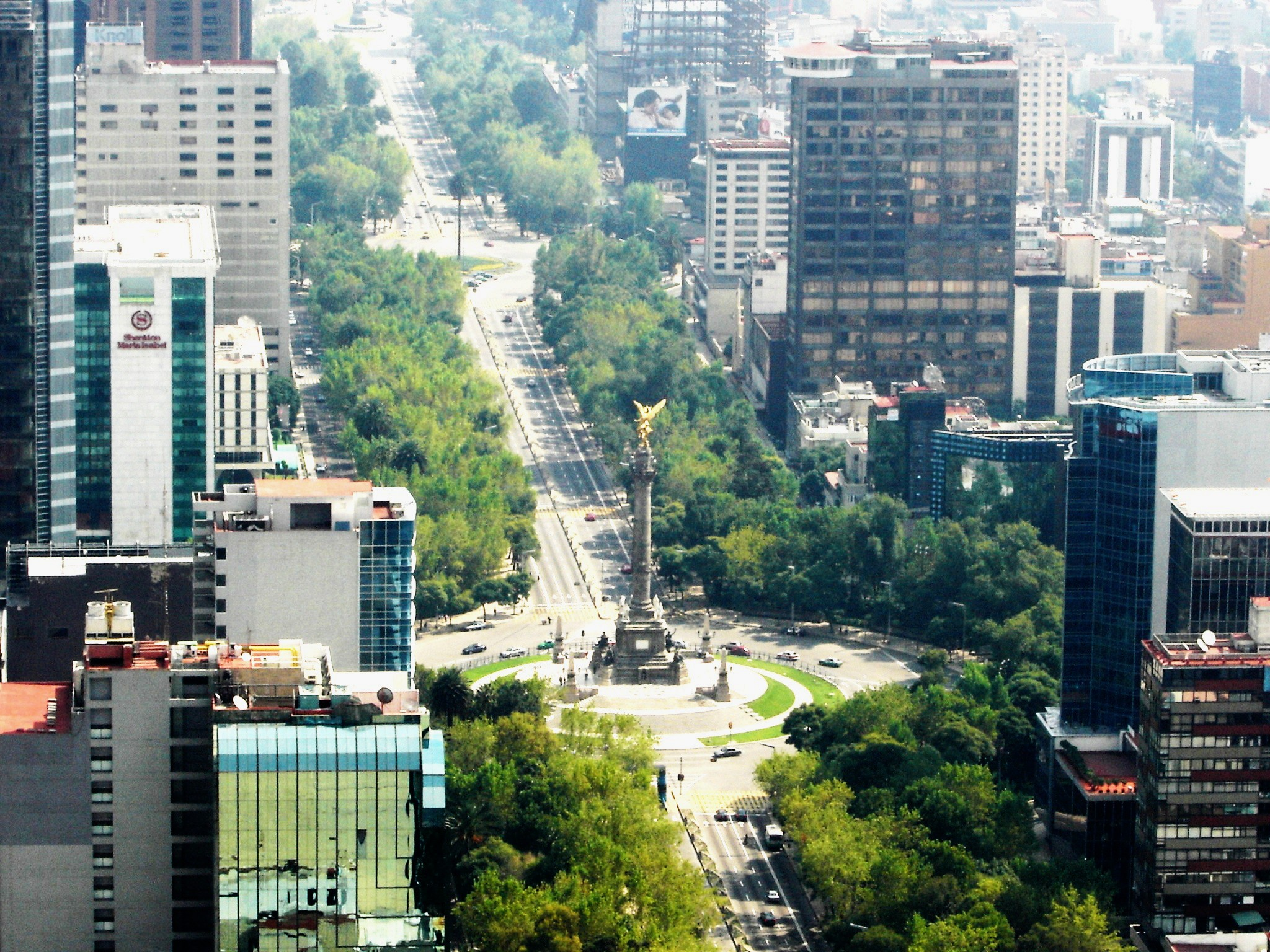
Blick von der Torre Mayor auf die Reforma mit El Ángel.

Die Straße wurde auf Veranlassung von Kaiser Maximilian gebaut, weil dieser eine direkte Verbindung zwischen dem von ihm bewohnten Schloss Chapultepec und seinem Amtssitz am Zócalo wünschte. Folglich hieß die Straße zunächst Calzada del Emperador (Fahrbahn des Kaisers). Nach seiner Entmachtung wurde sie in Anbetracht der hier befindlichen Statuen umbenannt in Paseo de los Hombres Ilustres (Promenade berühmter Männer), bevor sie schließlich zu Ehren der 1861 von Präsident Benito Juárez erlassenen Reformgesetzen ihren heutigen Namen erhielt.

## Der Straßenverlauf

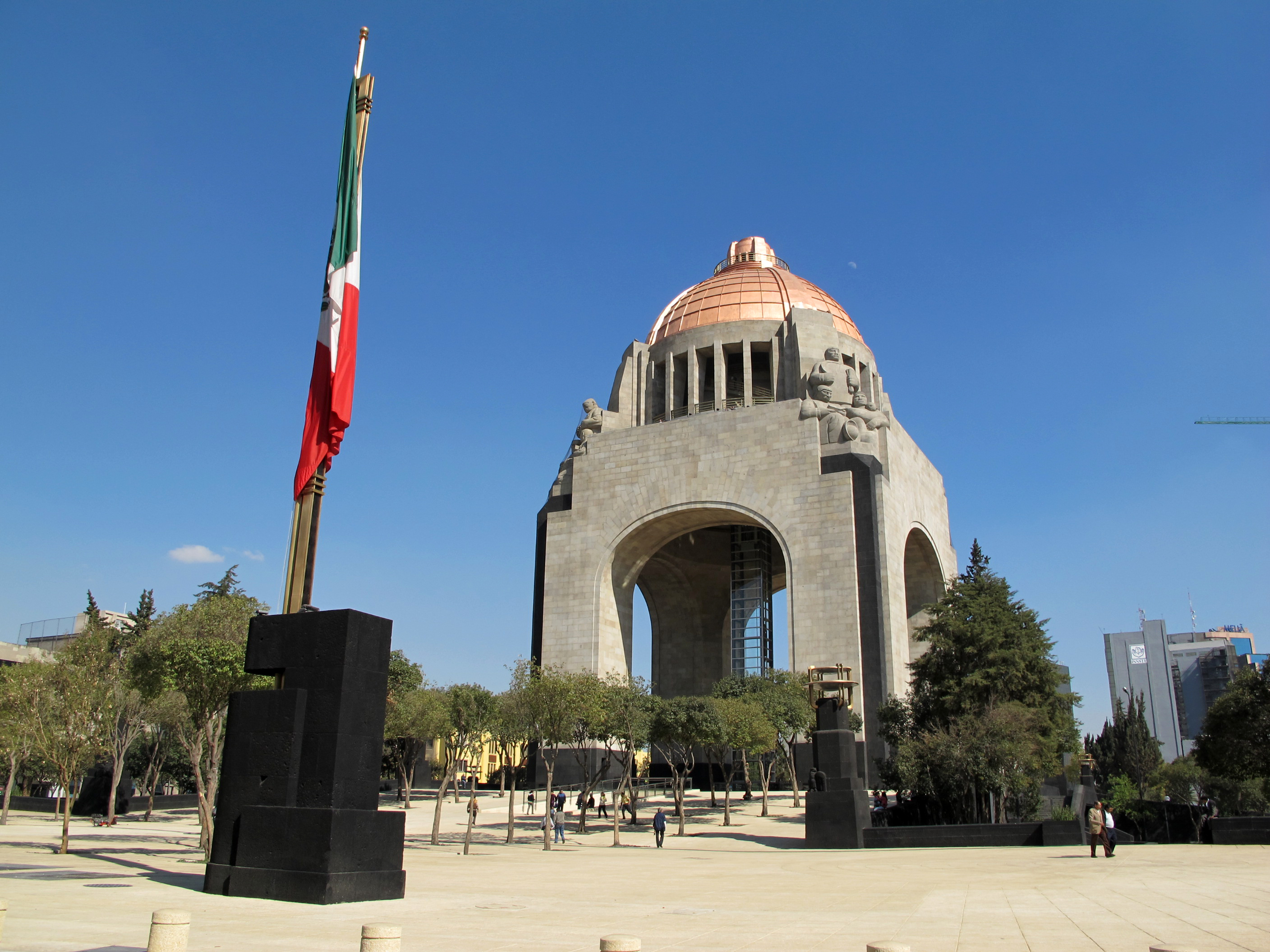
Das der Revolution von 1910 gewidmete Monument.

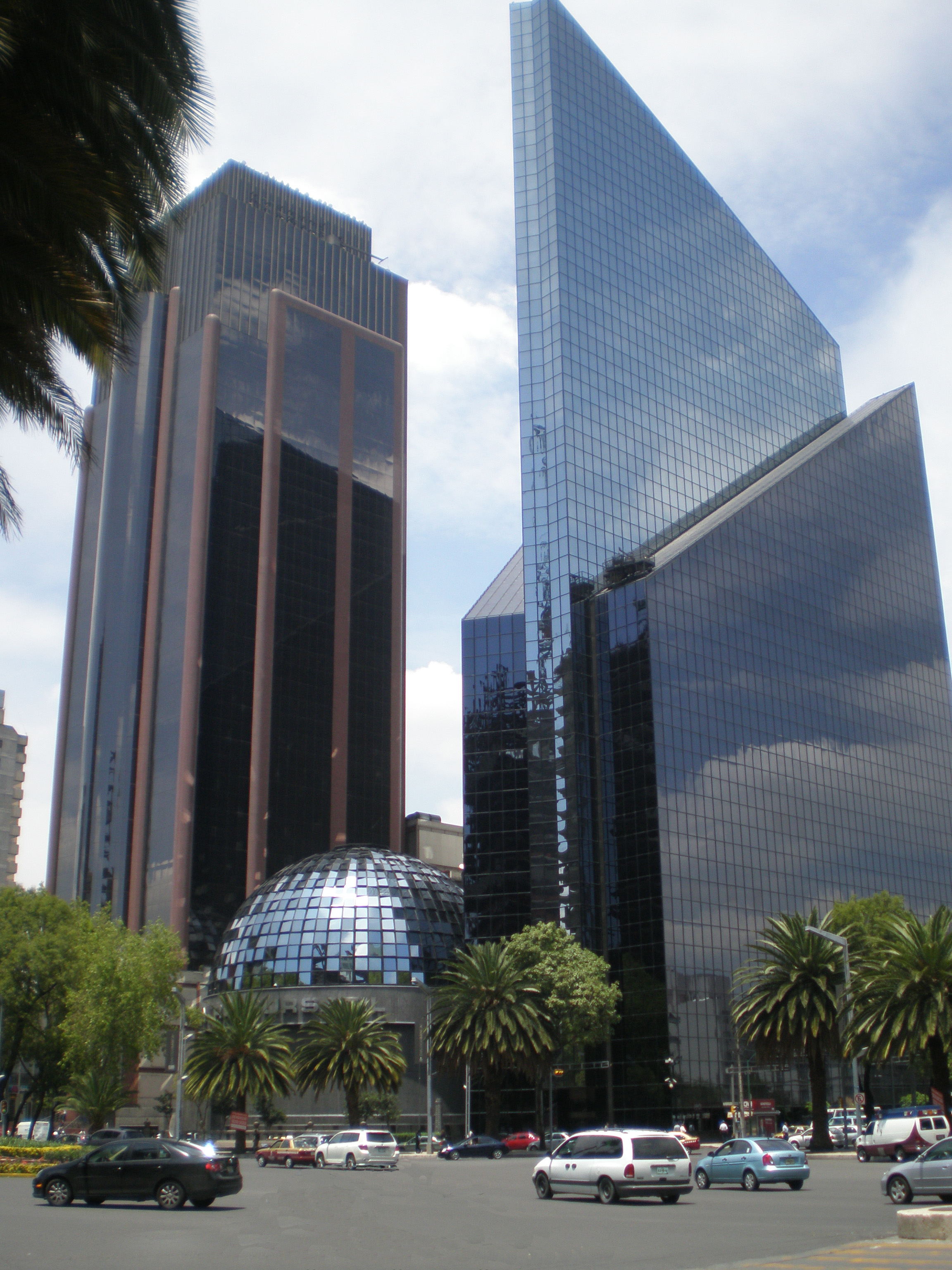
Die Börse von Mexiko-Stadt.

Die Straße nimmt ihren Anfang bei Tlatelolco im Nordosten der Stadt; dort, wo an der Kreuzung zur Avenida Manuel Gonzales die Calzada Misterios mit der Calzada de Guadalupe zusammenläuft.
Gleich zu Beginn der Straße befindet sich auf der rechten Seite in einer Entfernung von knapp 500 Metern die Plaza de las Tres Culturas (Platz der drei Kulturen).
Nach rund 800 Metern findet sich das erste Rondell der Reforma, wie die Straße von den Einheimischen meist genannt wird: die Glorieta Cuitláhuac. Das Denkmal ist dem vorletzten Aztekenherrscher (Juni bis Oktober 1520) gewidmet, der an den von den Spaniern eingeschleppten Pocken starb.
Weitere etwa 800 Meter südwestlich von hier befindet sich der erste große Verkehrsknotenpunkt der Straße: die Plaza Garibaldi, deren Umgebung sich zum Zentrum der Mariachi-Musik in der mexikanischen Hauptstadt entwickelt hat. Hier befindet sich auch die Metrostation Garibaldi, die nördliche Endstation der Linie 8.
Im nächsten Rondell befindet sich die Glorieta Simón Bolívar mit einem Denkmal für den „Libertador“, den wohl bedeutendsten Befreiungskämpfer Südamerikas, mit der Inschrift: „Simon Bolivar - Libertador de Venezuela, Colombia, Ecuador, Peru, Panama. Fundador de Bolivia.“
Etwa 700 Meter südwestlich des Bolívar gewidmeten Denkmals kreuzt die Reforma die Plaza Hidalgo, die am westlichen Ende der Avenida Hidalgo und am nordwestlichen Eckpunkt einer Grünanlage liegt, deren größter Teil der bereits 1592 angelegte Park Alameda Central einnimmt. Die hiesige Metrostation mit Namen Hidalgo wird von den Linien 2 und 3 bedient. Rechts der Reforma, an der Ecke zur Avenida Puente de Alvarado, erhebt sich die Barockkirche San Hipólito. Nur zwei Häuserblocks von hier in nordwestlicher Richtung steht die Kirche San Fernando. Auf dem zu ihr gehörenden Friedhof befinden sich die Gräber einiger herausragender Persönlichkeiten der mexikanischen Geschichte, wie Benito Juárez und Vicente Guerrero.

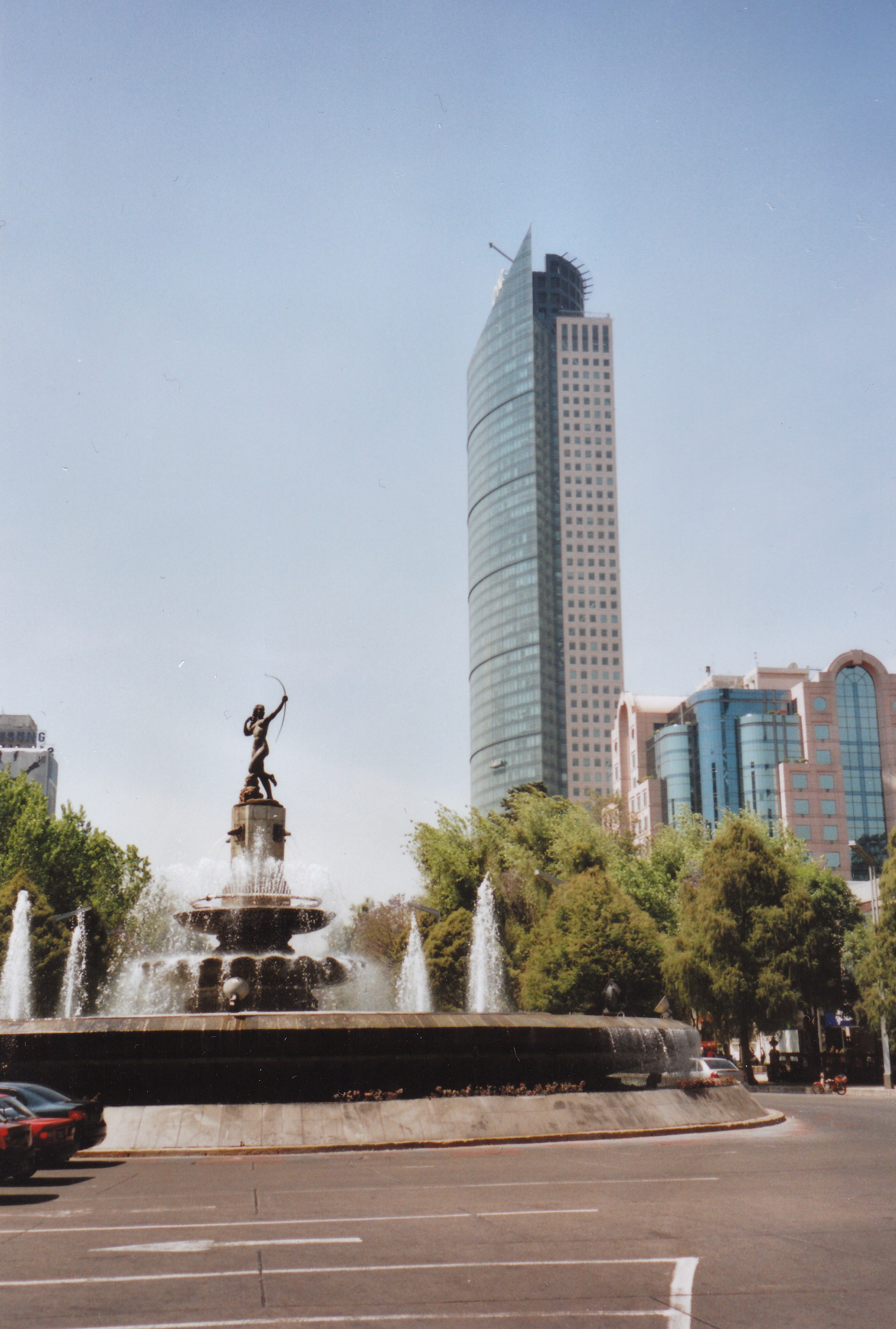
Der Diana-Brunnen und die Torre Mayor.

Rund 500 Meter weiter befindet sich gleich der nächste Verkehrsknotenpunkt. Hier kreuzt die Reforma die Avenida Juárez, die in östlicher Richtung an der Südseite der Alameda Central mit dem Hemiciclo Juárez vorbeiführt und südlich des Palacio de Bellas Artes, dem Palast der Schönen Künste, an der Ecke zur Avenida Lazaro Cardenas, in die Avenida Francisco I. Madero übergeht, die geradewegs zum Zócalo führt, dem Hauptplatz der mexikanischen Metropole. In westlicher Richtung führt die Avenida Juárez zur Plaza de la República, in deren geografischem Mittelpunkt sich das Monumento a la Revolución befindet. Das gewaltige Bauwerk in seiner heutigen Ausprägung entstand durch den Umbau eines unvollendeten Parlamentsgebäudes, das unter der Ära des ehemaligen Diktators Porfirio Díaz begonnenen wurde. Nach der siegreichen Revolution wurde das Bauwerk in ein Denkmal zu Ehren der Revolution umgewandelt. In zwei Säulen befinden sich die Gebeine von Francisco Madero und Venustiano Carranza.
Von der Ecke mit der Avenida Juárez bis hinunter zum Eingang des Bosque de Chapultepec folgt der kommerziell bedeutendste Abschnitt der Straße, der hier kerzengerade verläuft. In dieser Region sowie den benachbarten Straßen haben sich viele Banken, Büros und Botschaften sowie Hotels und Restaurants mit gehobenem Standard niedergelassen. Einen großen Teil des linken Straßenabschnittes nimmt hierbei die Zona Rosa ein. In diesem Bezirk, dessen Straßen nach europäischen Städten benannt sind, befinden sich viele Hotels und Restaurants sowie Boutiquen.
Auf dem ersten Rondell dieser Strecke befindet sich das 1877 von dem Franzosen Charles Henri Joseph Cordier geschaffene Denkmal für Christoph Kolumbus. Auf dem nächsten Rondell befindet sich ein Denkmal für Cuauhtémoc, den letzten Aztekenherrscher. Die Errichtung des vom renommierten mexikanischen Bildhauer Miguel Noreña gestalteten Monumentes zog sich über neun Jahre (1878–1887) hin. Das Monument befindet sich an der Ecke zur Avenida de los Insurgentes (Allée der Aufständischen). Die 26 Kilometer lange Straße ist die große Nord-Süd-Achse der Stadt.

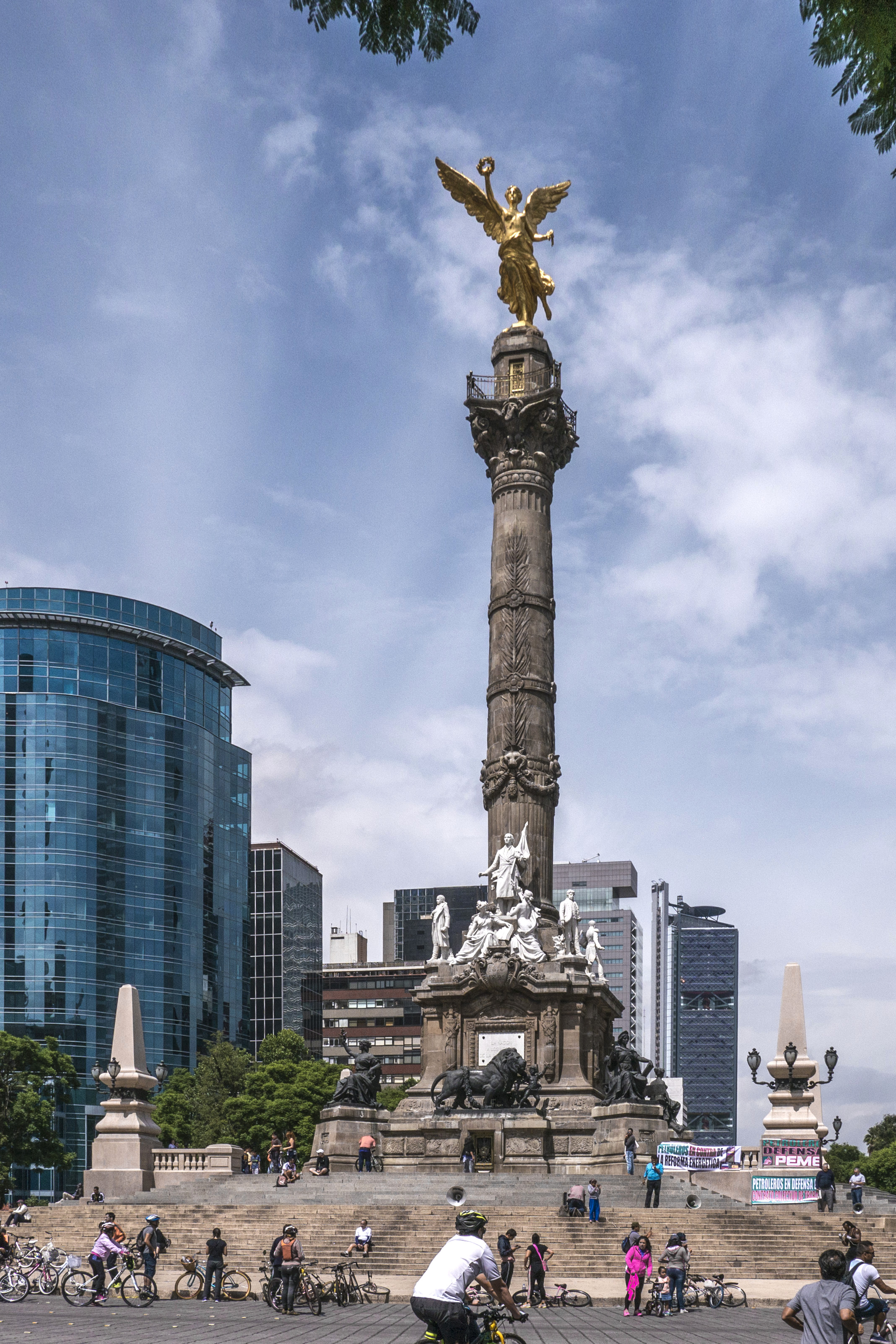
„El Ángel“ (der Engel) auf der Unabhängigkeitssäule

Die bekannteste aller Skulpturen der Reforma und ein Wahrzeichen Mexikos ist das am nächsten Rondell aufgestellte Unabhängigkeitsdenkmal (Monumento a la Independencia), auch als Unabhängigkeitssäule (Columna de la Independencia) bezeichnet und im Volksmund El Ángel de la Independencia (Engel der Unabhängigkeit) oder einfach El Ángel genannt. Auf einem Sockel ragt ein 36 Meter hoher Obelisk in die Höhe, auf dessen Spitze sich eine Engelsfigur aus vergoldeter Bronze befindet. Das Denkmal wurde vom mexikanischen Architekten Antonio Rivas Mercado entworfen und erinnert in seiner Gestaltung an die Berliner Siegessäule. El Ángel hält in seiner rechten Hand den Lorbeerkranz für die mexikanischen Sieger des Unabhängigkeitskrieges und in seiner linken Hand die zerrissene Kette der Knechtschaft unter der spanischen Herrschaft. Die Einweihung des Monumentes erfolgte am 16. September 1910 im Rahmen der Feierlichkeiten zur hundertjährigen Unabhängigkeit des Landes.
Der Platz um El Ángel ist ein beliebter Treffpunkt bei Feierlichkeiten nach Siegen der mexikanischen Fußballnationalmannschaft, insbesondere während einer Weltmeisterschaft. In unmittelbarer Nähe hatte 1915 der ruhmreiche Fußballclub España, mit 15 Titeln noch immer Rekordmeister des Landes, seine erste feste Heimstätte bezogen.
Die jüngste Skulptur dieses Abschnittes, die am Anfang auch kontrovers diskutiert wurde, ist die am nächsten Rondell aufgestellte La Diana Cazadora (Diana, die Jägerin). Das Denkmal wurde 1942 im Rahmen eines Programms zur Stadtverschönerung geschaffen. Der Architekt Vicente Mendiola und der Bildhauer Juan Olaguíbel wurden ausgewählt, den hiesigen Brunnen und die Bronzeskulptur zu schaffen. Als Modell für die Erstellung der römischen Jagdgöttin wurde die 16-jährige Helvia Martínez Verdayes ausgewählt, die zwischen April und September 1942 hierfür posierte. Anfangs hielten Teile der mexikanischen Gesellschaft die Skulptur für anstößig, da sie völlig unbekleidet war. Also verpasste man ihr ein „Unterhöschen“. Im Vorfeld der Olympischen Sommerspiele von 1968 in Mexiko-Stadt fand die inzwischen in ihren Ansichten freiere mexikanische Gesellschaft das verkleidete Denkmal etwas seltsam und daher wurde die Entfernung der Unterhose veranlasst. Dabei wurde die Skulptur jedoch beschädigt und schließlich abgebaut. Erst im August 1992 wurde sie an der heutigen Stelle wieder aufgestellt.

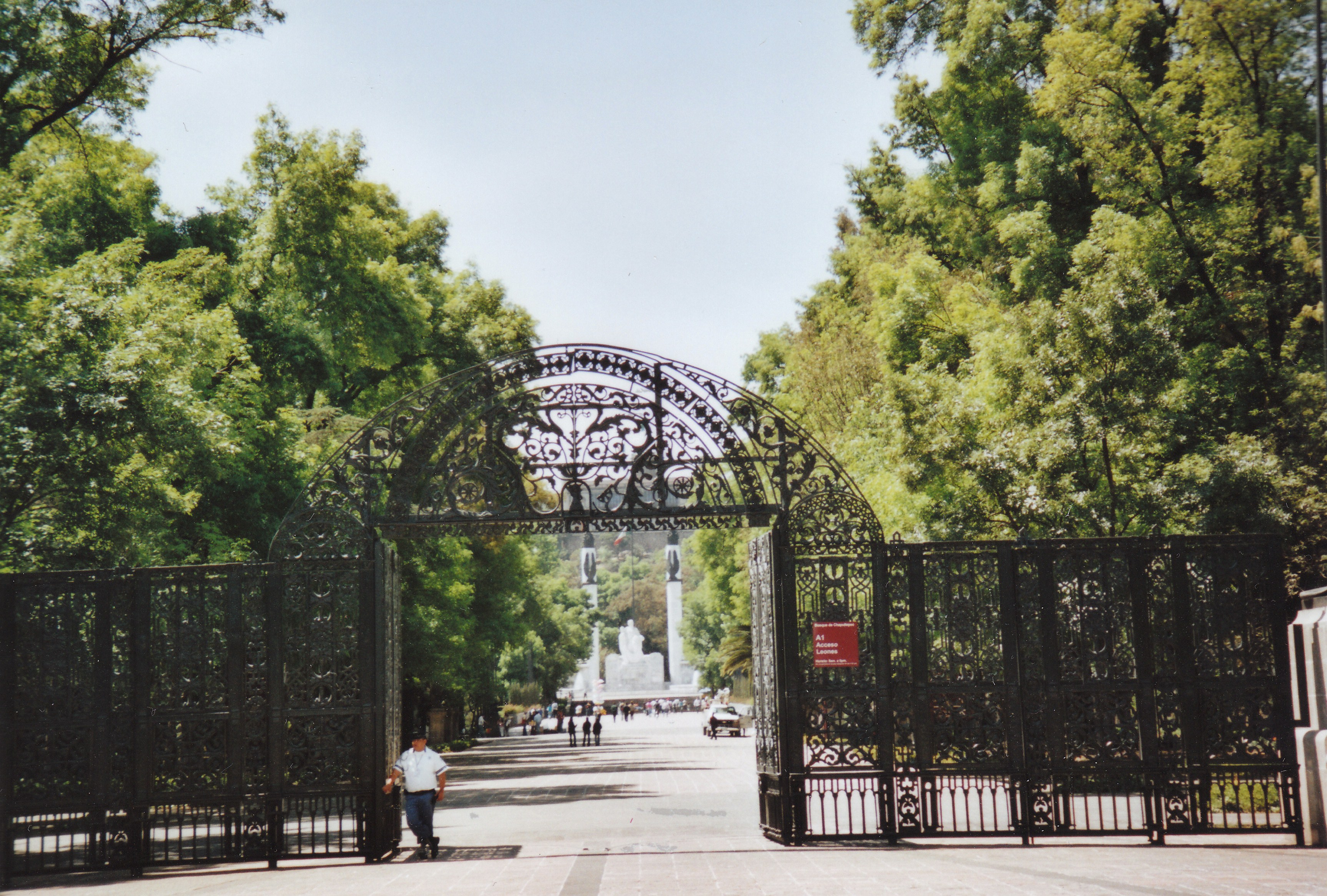
Der Eingang zum Bosque de Chapultepec, unweit der Torre Mayor.

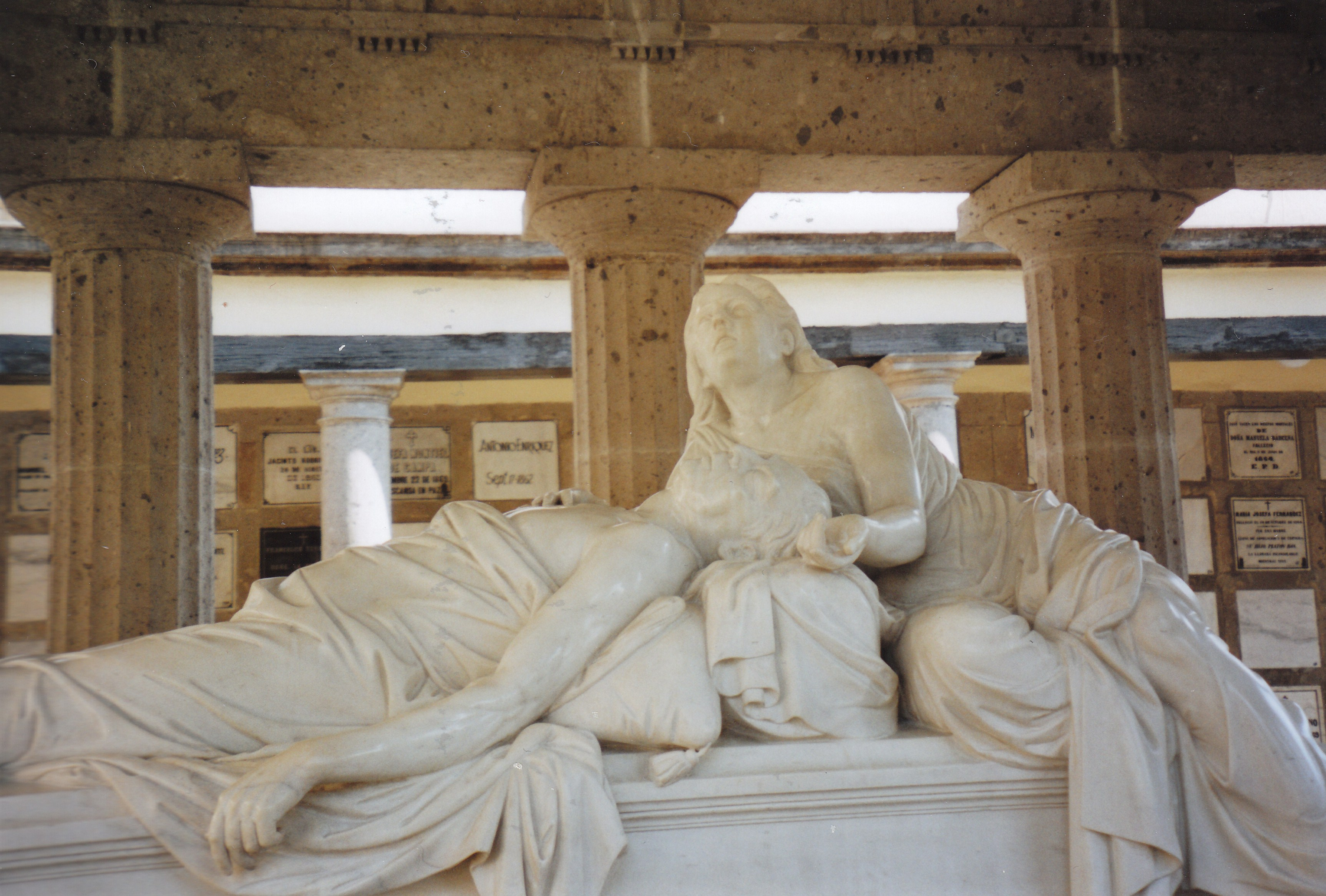
Grabmal für Benito Juárez, von dessen Reformgesetzen sich der Straßenname ableitet, und Margarita Maza de Juárez auf dem Friedhof von San Fernando.

Unmittelbar vor dem Eingang zum Bosque de Chapultepec, der sich auf der linken Seite der Reforma befindet, macht die Straße eine Rechtskurve um ca. 45 Grad. Von dort aus verläuft sie kerzengerade auf einer Strecke von knapp vier Kilometern, bevor sie ihre Fortsetzung hinter einer Autobahn nimmt, für die sie gleichzeitig als Zubringer dient.
Kurz vor dieser Rechtskurve befindet sich die Torre Mayor, das mit 225 Metern und 55 Etagen höchste Gebäude von Lateinamerika. Das Gebäude mit der Hausnummer 505 wurde 2003 fertiggestellt und soll einem Erdbeben mit einer Stärke von bis zu 8,5 auf der Richterskala standhalten.
Auf der Fortsetzung der Straße nach der bereits erwähnten Rechtskurve nimmt sie ihren Weg bis zur Autobahn durch den Bosque de Chapultepec. Auf der rechten Seite befindet sich in einer Entfernung von etwa 500 Metern zur Reforma – erreichbar über die abzweigende Calzada Gral Mariano Escobedo – das Gelände des Sport- und Gesellschaftsvereins Deportivo Chapultepec. Früher war dies die Heimat des Reforma Athletic Club. Der 1894 von Engländern gegründete und nach dem Paseo de la Reforma benannte Sportverein stellte die erfolgreichste Fußballmannschaft Mexikos vor Beginn des Ersten Weltkrieges. Links der Straße (an etwa derselben Stelle) befindet sich das 1964 eröffnete Museo de Arte Moderno, das Museum für Moderne Kunst.
Mehrere Hundert Meter weiter befindet sich rechts der Straße das Museo Nacional de Antropología, das Anthropologische Nationalmuseum, das eine beeindruckende Sammlung der mexikanischen Kultur aus der vorspanischen Zeit zur Schau stellt. Etwas weiter links der Reforma befindet sich der Zoo von Chapultepec und etwa ein Kilometer hinter demselben das Auditorio Nacional. Beide sind erreichbar über die Metrostation Auditorio, die sich auf halbem Weg zwischen ihnen befindet und von der Linie 7 bedient wird. Hinter dem Auditorio Nacional liegt der militärische Exerzierplatz Campo Marte, von dem der 1928 gegründete ehemalige Militärsportverein Marte offensichtlich seinen Namen bezog.

## Fotos einiger Denkmäler
Die folgenden Fotos zeigen verschiedene Denkmäler berühmter Persönlichkeiten an der Reforma.

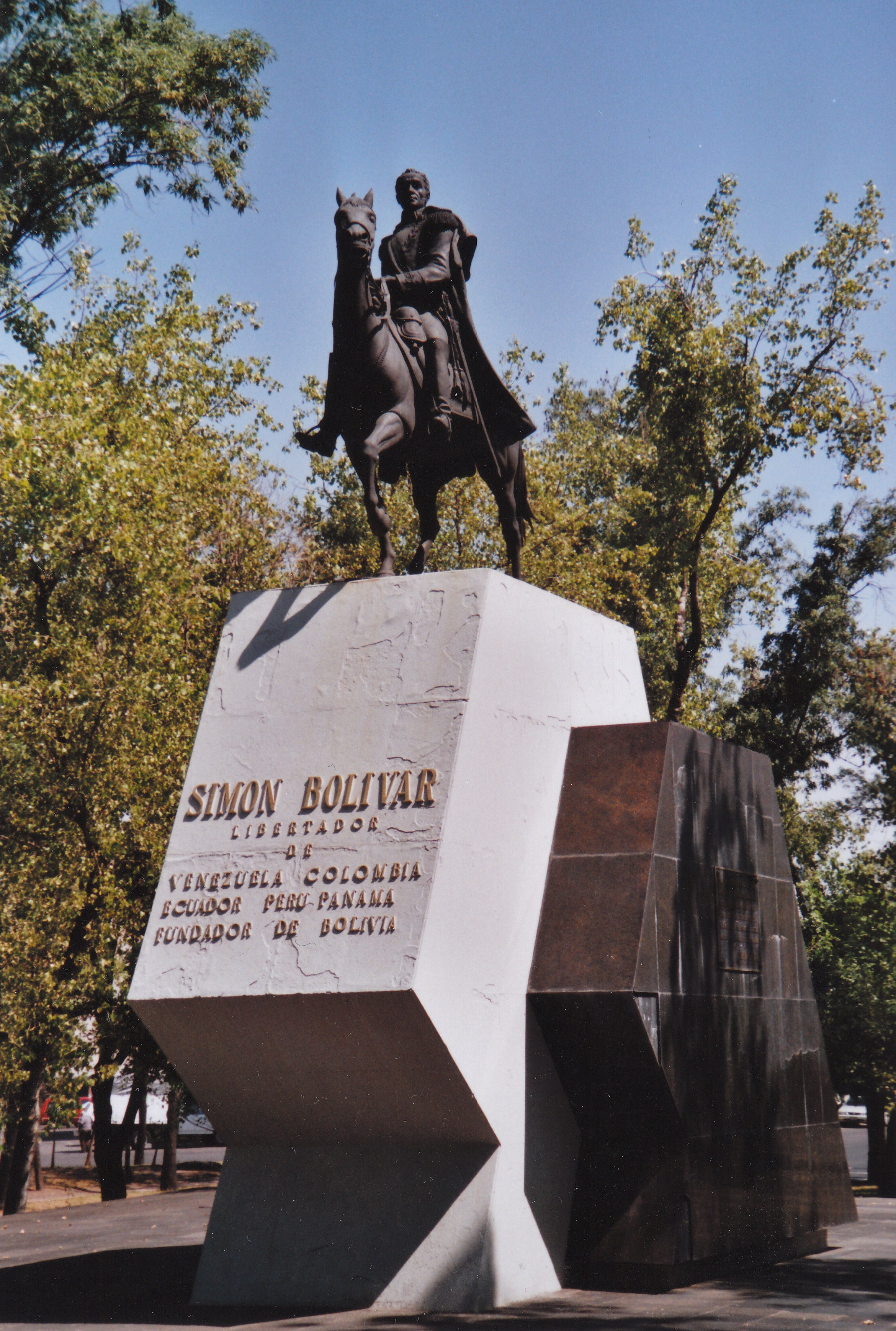
Denkmal für Simón Bolívar
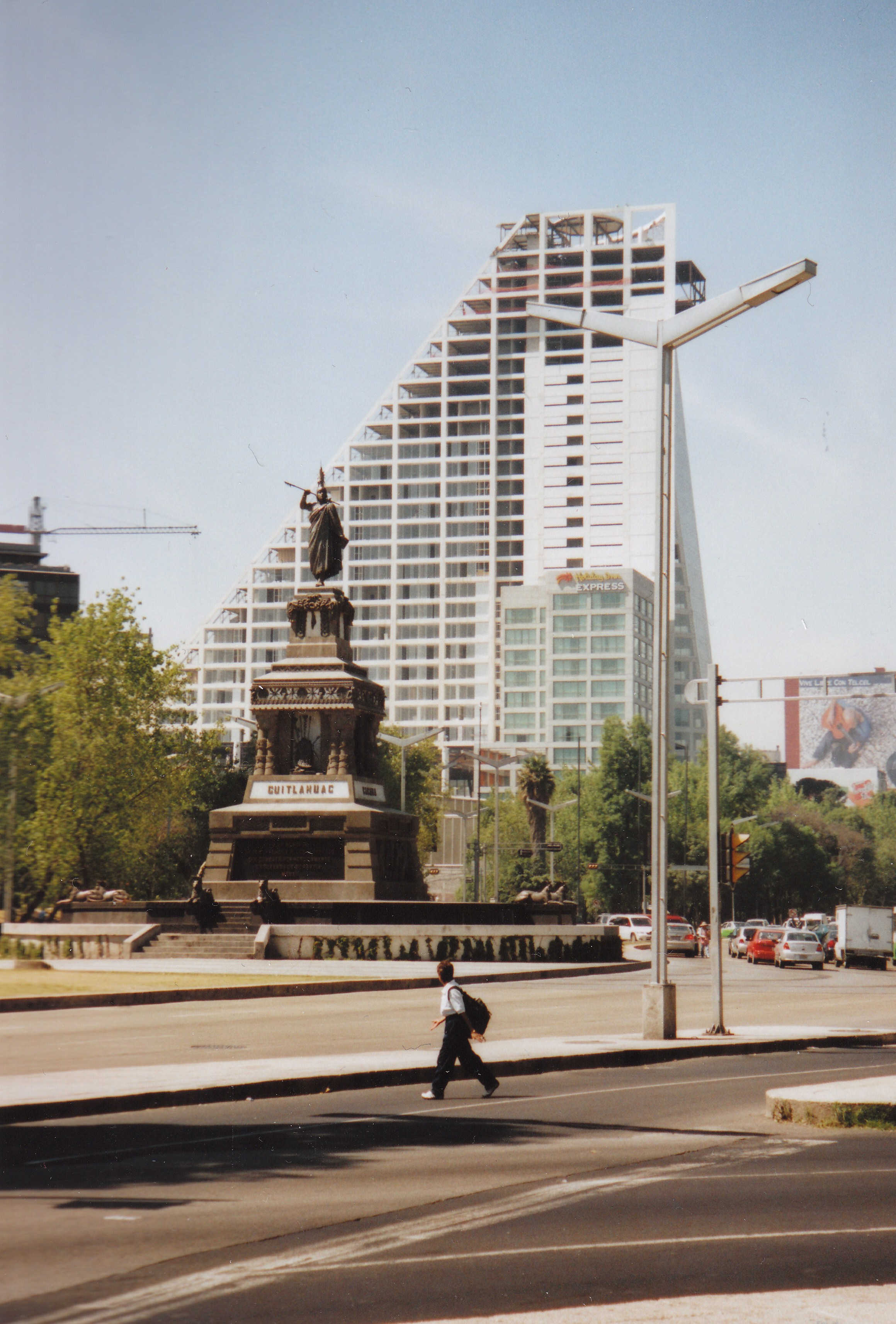
Cuauhtémoc-Denkmal vor dem Hotel Holiday Inn
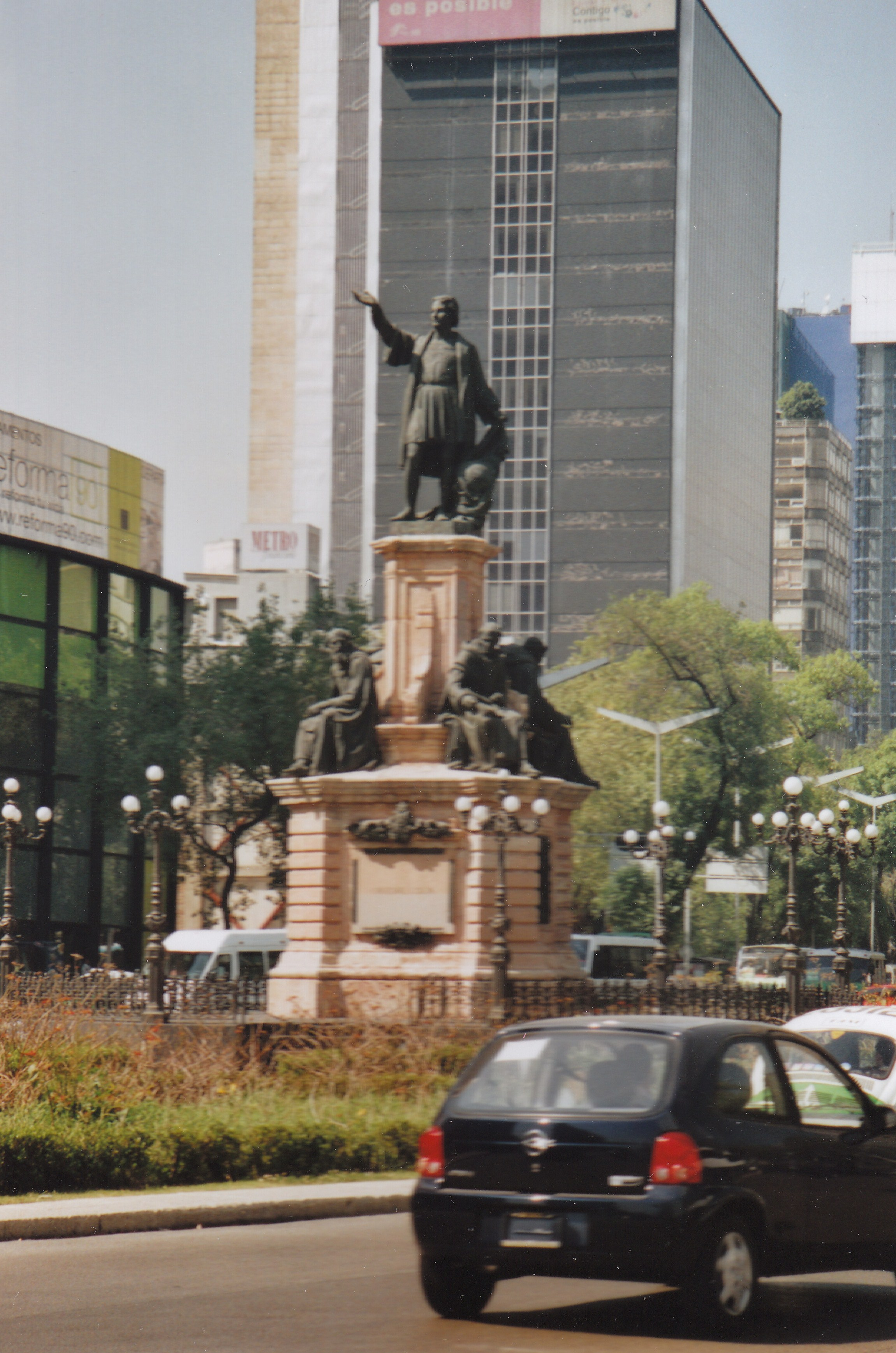
Denkmal für Kolumbus
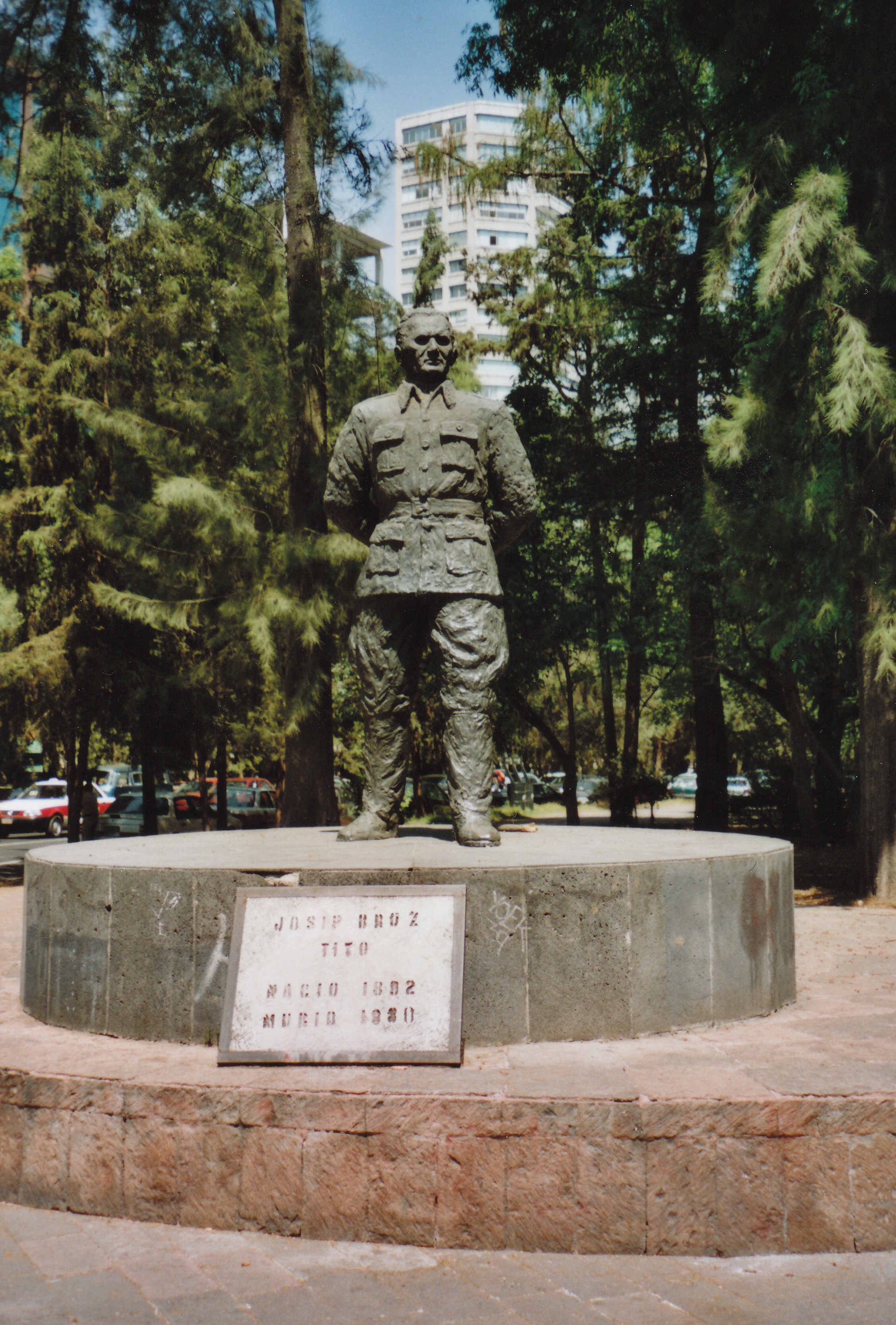
Denkmal für den jugoslawischen Präsidenten Tito am Bosque de Chapultepec
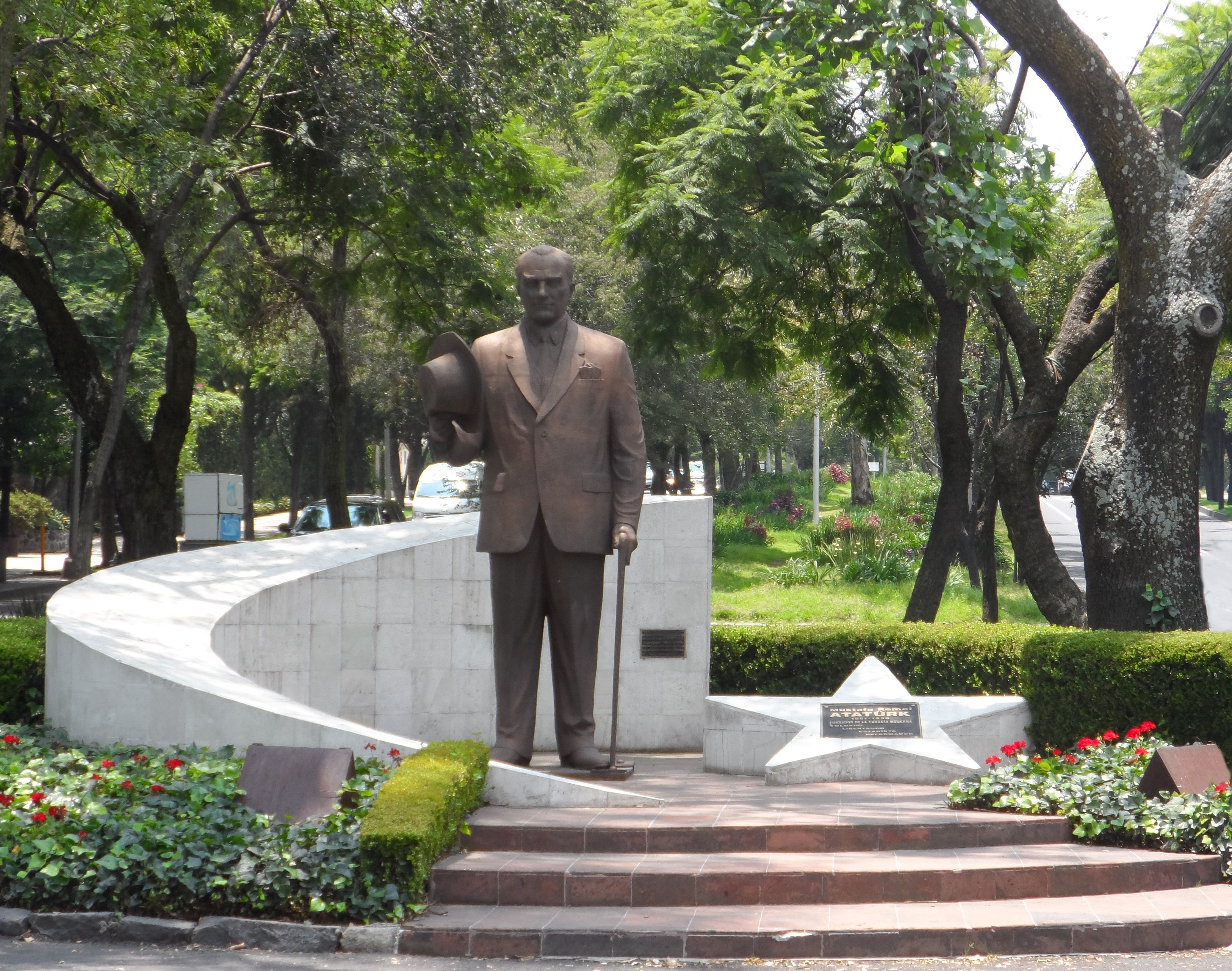
Denkmal für Atatürk, den Gründungsvater der Republik Türkei